# Hogna juanensis
Hogna juanensis este o specie de păianjeni din genul Hogna, familia Lycosidae. A fost descrisă pentru prima dată de Strand, 1907.
Este endemică în Mozambic. Conform Catalogue of Life specia Hogna juanensis nu are subspecii cunoscute.